# Rackith
Rackith este o comună în Saxonia-Anhalt, Germania